# Vernon Chatman
Pour les articles homonymes, voir Chatman.
Vernon Chatman, né le 31 octobre 1972, est un producteur de télévision américain, un scénariste, écrivain, doubleur, humoriste, musicien et membre de PFFR (en), un collectif artistique basé à Brooklyn (New York). Il a créé les séries télévisées Wonder Showzen (en), Xavier: Renegade Angel (en), The Heart, She Holler (en) et The Shivering Truth (en). Pour la série animée South Park, il a doublé le personnage de Servietsky.

## Livres
- The External World, co-écrit avec David O'Reilly (2010)
- The Original Black Swan, en collaboration avec Todd Barry (2011)
- Mindsploitation: Asinine Assignments for the Online Homework Cheating Industry (2013),  (ISBN 978-1934734919))[1]

## Récompenses et nominations

### Emmy Awards
Chatman a été nommé pour sept Emmy Awards, et en a gagné quatre
- 2013 – Primetime Emmy Award du meilleur programme d'animation pour Toujours plus bas
- 2009 – Primetime Emmy Award du meilleur programme d'animation pour Margaritaville
- 2008 – Primetime Emmy Award du meilleur programme d'animation pour Imaginationland
- 1999 – Meilleur scénario pour un programme de variété ou de musique pour The Chris Rock Show (en)

#### Nominations
- 2011 – Meilleur programme d'animation pour Association sportive des bébés du crack
- 2010 – Meilleur programme d'animation pour 200/201
- 2000 – Meilleur scénario pour un programme de variété ou de musique pour The Chris Rock Show (en)

### Writers Guild of America Awards
Chatman a gagné deux WGA Awards,
- 2013 – Série de Comédie - Série pour "Louie
- 2000 – Comédie/Variété - Série pour Late Night with Conan O'Brien